# Skip Barber
John Barber III, detto Skip (Filadelfia, 16 novembre 1936), è un pilota di Formula 1 statunitense.
Più che per la sua partecipazione alle competizioni della Formula 1 (limitata a 5 Gran Premi senza risultati di rilievo) è diventato famoso per la creazione negli Stati Uniti di quella che è ora una della maggiori tra le scuole di pilotaggio al mondo grazie alle sedi situate in 20 tra i maggiori circuiti motoristici americani.